# Williams (California)
Williams è una città degli Stati Uniti d'America situata nella Contea di Colusa, nello Stato della California.